# Alte Apotheke (Friedrichshafen)

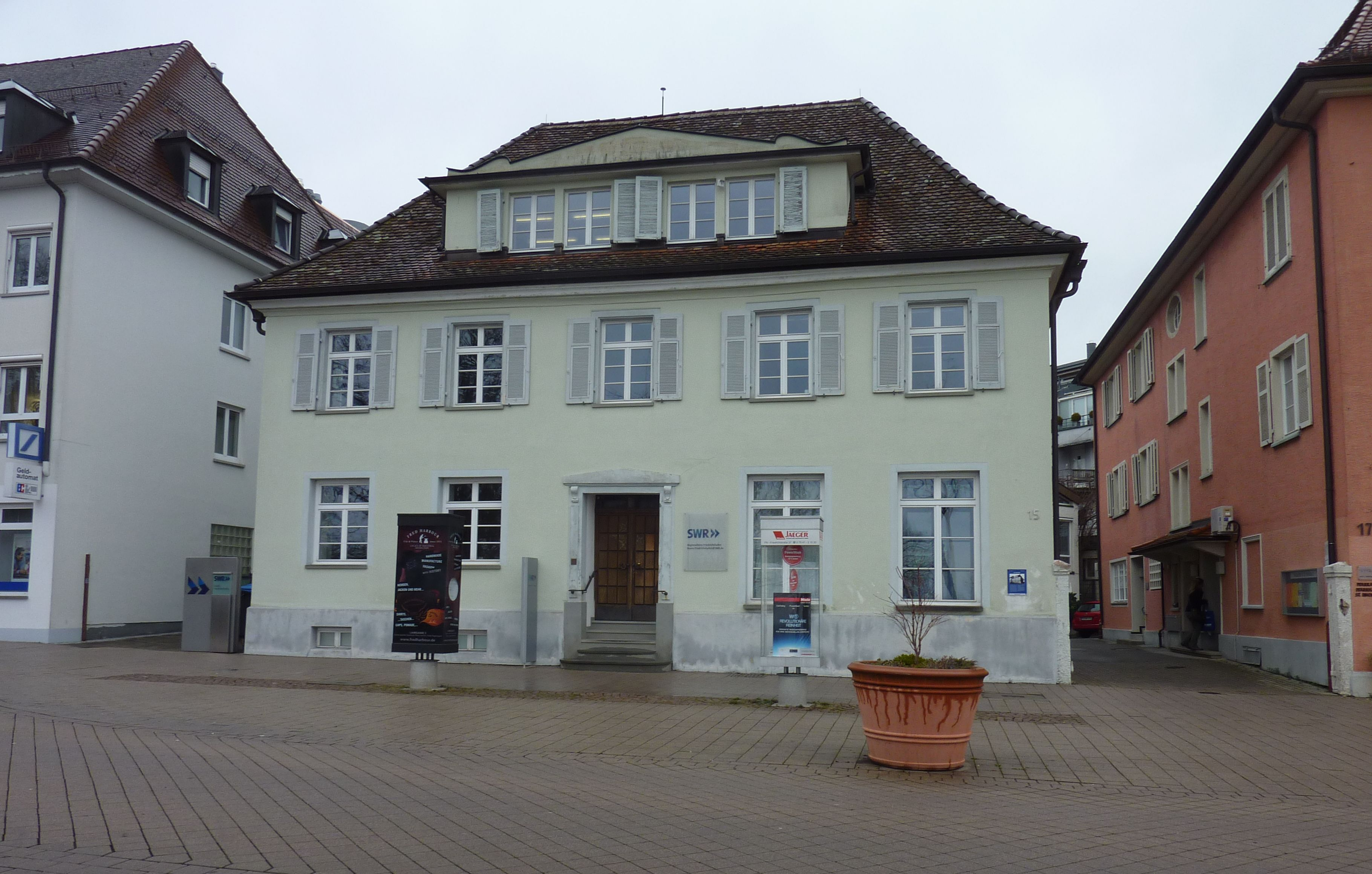
Alte Apotheke

Die Alte Apotheke ist ein historisches Bauwerk in der Karlstraße 15 in Friedrichshafen.

## Geschichte
Der klassizistische Putzbau mit symmetrischer Fassade wurde von Wilhelm Weismann in der 1812 begonnenen Neustadt Friedrichshafen errichtet. Weismann hatte die Apothekenkonzession des aufgelassenen Klosters Löwental übernommen. 1834 kam noch die Konzession des verstorbenen Jakob Bayer hinzu; von diesem Zeitpunkt an bis 1922 war die Alte Apotheke die einzige Apotheke in Friedrichshafen. Das Gebäude, das im Zweiten Weltkrieg nur leicht beschädigt wurde, wurde bis 1992 als Apotheke genutzt. Es ist der letzte Bau der Friedrichshafener Neustadt, der in der ursprünglichen Gestalt erhalten geblieben ist.
Seit 2002 beherbergt das denkmalgeschützte Gebäude das Studio Friedrichshafen des Südwestrundfunks. Das Gebäude, das sich im Besitz der Stadt befindet, wurde zu diesem Zweck für 2,2 Millionen DM umgebaut.
Als Teil des Geschichtspfades Friedrichshafen trägt das Bauwerk eine Informationstafel, die über die Geschichte der Alten Apotheke sowie über die Barbara-Mügel-Stiftung informiert. Das Ehepaar Mügel hatte die Apotheke über 50 Jahre lang besessen.